# Cyclosternum fasciatum
Cyclosternum fasciatum (лат.) — вид пауков-птицеедов, обитающий в тропических лесах Коста-Рики и Гватемалы.

## Описание
Размах ног достигает максимальной длины до 12 см, что делает его одним из самых маленьких видов пауков-птицеедов. Тем не менее, он является одним из крупнейших в своём роде. Обычно взрослые самки длиной до 5 см при размахе ног до 10 см, самцы меньше — длиной до 3,5 см при размахе ног до 9,5 см.
Окраска тела тёмного цвета с красноватым оттенком. Головогрудь окрашена в красный или коричневый цвет, брюшко чёрное с красными полосами, а ноги — серого, чёрного или коричневого цвета.
Педипальпы взрослых самцов слегка расширены на конце, передняя пара ног снабжена крючками, расположенными на первом или втором суставе. Они помогают охотиться на добычу, а также защищают во время спаривания головогрудь от зубов самки, которая может убить самца.

## Размножение
Спаривание может длиться от нескольких секунд до нескольких часов. Примерно через месяц после спаривания самка формирует кокон, содержащий от 200 до 800 яиц, в зависимости от того, как долго продолжалось спаривание.

## Содержание в неволе
Вид очень популярен как домашнее животное, его можно содержать в террариуме. Наиболее подходящие условия содержания с влажностью 60—70 %, при температуре 21—30 ° С. Паукам необходим глубокий слой грунта, в котором они могут копать свои норы.
Для людей, относительно безопасен, но их волоски могут вызвать сильную аллергию, воспаление глаз, носа и кожи. Не рекомендуется для начинающих и любителей, потому что вид является довольно агрессивным и может напасть без причины. Его яд не опасен для человека, но вызывает боль и скованность в месте укуса.